# Fayette (Iowa)
Pour les articles homonymes, voir Fayette.
Fayette est une ville américaine située dans le comté de Fayette, dans l’État de l’Iowa. Sa population s’élevait à 1 338 habitants lors du recensement de 2010.